# Nathan Roberts (volley-ball)
Nathan Roberts est un joueur australien de volley-ball, né le 17 février 1986 à Adélaïde. Il mesure 1,99 m et joue réceptionneur-attaquant.

## Clubs
| Club               | Pays            | De        | À         |
| ------------------ | --------------- | --------- | --------- |
| USC Lion           | Australie       | 2001-2003 | 2001-2004 |
| AIS                | Australie       | 2002-2003 | 2002-2003 |
| Maryenlist Odense  | Danemark        | 2005-2006 | 2005-2006 |
| Bayer Wuppertal    | Allemagne       | 2006-2007 | 2006-2007 |
| Castelo da Maia GC | Portugal        | 2007-2008 | 2007-2008 |
| Apollon Kalamarias | Grèce           | 2008-2009 | 2008-2009 |
| Pineto Volley      | Italie          | 2009-2010 | 2009-2010 |
| Argos Sora         | Italie          | 2010-2011 | 2010-2011 |
| Robur Angelo Costa | Italie          | 2011-2012 | 2011-2012 |
| Al-Shabab Riyad    | Arabie saoudite | 2012-2013 | 2012-2013 |
| Pallavolo Lugano   | Suisse          | 2013-2014 | 2013-2014 |
| Union Olimpija     | Slovénie        | 2014-2015 | 2014-2015 |
| VBC Mondovì        | Italie          | 2016      | 2016      |
| MKS Będzin         | Pologne         | 2016-2017 | 2016-2017 |
| AS Cannes          | France          | 2017-2018 | 2018-2019 |